# Metodyka zuchowa
Metodyka zuchowa – zestaw instrumentów metodycznych dostosowanych do wieku zuchów służących do realizowania harcerskiego systemu wychowawczego. Poniższy opis metodyki odnosi się do członków Związku Harcerstwa Polskiego.
Zuchy to członkowie ZHP w wieku od 6 do 10 lat. Podstawową formą pracy z zuchami jest zabawa w coś lub w kogoś, animowana przez drużynowego.

## Elementy metodyki zuchowej

### Prawo Zucha
Zobacz tekst Prawo Zuchów i Obietnica na Wikiźródłach
Prawo zucha wyznacza kierunek wychowania najmłodszej grupy wiekowej w ZHP. Prawo wskazuje zuchom prawidłowe wzorce postępowania mające na celu ukształtowanie świadomego obywatela, pobudza zuchy do rozwoju intelektualnego, duchowego i fizycznego.

### Obietnica zucha
"Obiecuję być dobrym zuchem i zawsze przestrzegać Prawa zucha"
Zuch po zapoznaniu się z Prawem zucha zostaje przez drużynowego dopuszczony do złożenia Obietnicy. Jest to moment szczególny w życiu gromady i każdego zucha. Składając uroczystą Obietnicę zuch zobowiązuje się do przestrzegania Prawa zucha. Oznaką złożenia Obietnicy jest znaczek zucha noszony nad lewą kieszenią munduru.

### Uczenie w działaniu
Najważniejszą formą pracy wykorzystywaną w gromadzie zuchowej jest zabawa w coś lub w kogoś. Zabawa ma na celu stymulowanie do rozwoju poprzez wcielanie się dzieci w konkretne role (np. opiekuna zwierząt, strażaka, lekarza).

### System małych grup
Gromada zuchowa jest jednostką koedukacyjną, podzieloną na około sześcioosobowe grupy chłopców lub dziewczynek, nazywane szóstkami. Szóstki mają swoją nazwę, symbol, okrzyk, które odróżniają poszczególne grupy. Każda grupa ma swojego lidera – szóstkowego, który kieruje grupą podczas zadań na zbiórce gromady.

### Stale doskonalony i pobudzający do rozwoju program
Program działania gromady zuchowej powinien odpowiadać wymaganiom gwiazdek i sprawności zuchowych. Powinien realizować potrzeby i zainteresowania zuchów oraz być dynamiczny, ze względu na wiek dzieci i ich krótką koncentrację na temacie. Program jest układany i realizowany przez drużynowego i przybocznych.

## Instrumenty metodyczne

### Gwiazdki zuchowe
Gwiazdki zdobywane są przez zuchy indywidualnie, na zbiórkach, w domu, szkole. Zadania wyznaczane są przez zucha przy pomocy drużynowego lub przybocznego. Zdobywanie gwiazdek wspiera rozwój samodzielności i zaradności dziecka. W metodyce zuchowej są trzy gwiazdki zdobywane po kolei:
I gwiazdka – zuch ochoczy
II gwiazdka – zuch sprawny
III gwiazdka – zuch gospodarny
Przyznanie kolejnych gwiazdek powinno być dla zucha momentem wyjątkowym – decyzję o przyznaniu podejmuje cała gromada zuchów po zaprezentowaniu wykonanych zadań. Nadanie gwiazdki powinno mieć charakter obrzędowy, przy przyznaniu gwiazdki zuch odnawia Obietnicę Zuchową – do treści Obietnicy dodaje się nazwę zdobytej gwiazdki: np. "Obiecuję być dobrym zuchem ochoczym i zawsze przestrzegać Prawa Zucha".

### Sprawności zuchowe
Zdobywanie zespołowo – realizowane przez całą gromadę w postaci cykli sprawnościowych. Cykle mogą obejmować 4-6 zbiórek lub stanowić program kilku dni podczas biwaku czy kolonii. Sprawności zespołowe pozwalają na poznanie np. dawnych cywilizacji (Egipcjanin), zawodów (Strażak), przyrody (Przyjaciel Zwierząt).
Zdobywanie indywidualnie – wybierane przez zucha (przy pomocy drużynowego). Sprawności te odpowiadają zainteresowaniom poszczególnych zuchów. Zuchy realizują je podczas zbiórek, jak i w domu, szkole, wśród kolegów. Sprawności indywidualne mogą również stanowić uzupełnienie sprawności zespołowych realizowanych w danym czasie na zbiórkach.

## Działanie gromady

### Rola drużynowego
Drużynowy jest wodzem zuchowym. Jego zadaniem jest animowanie zabawy zuchów, kontrolowanie jej przebiegu i uczestnictwo w niej. Drużynowy zobowiązany jest do wychowania swojego następcy, m.in. poprzez pracę z przybocznymi.

### Zorganizowanie do działania
Gromada zuchowa spotyka się na regularnych zbiórkach – zwykle raz w tygodniu przez ok. 1-2 godziny. W zbiórkach uczestniczy cała gromada, realizująca poszczególne zadania w podziale na szóstki (szóstki nie organizują własnych zbiórek).

### Formy pracy
Charakterystyczne formy pracy zuchów wykorzystywane podczas zbiórek to m.in.:
- obrzędy, zwyczaje i tajemnice
- piosenki i pląsy
- pożyteczne prace
- gawęda
- teatr zuchowy
- gry i ćwiczenia
- majsterka (prace plastyczne)

Formą spędzenia wakacji jest kolonia zuchowa, organizowana przez drużynowego i przybocznych. W trakcie roku szkolnego atrakcyjną formą są również rajdy i biwaki – jedno lub dwudniowe wyjazdy gromady.